# Sumaya Al-Nasser
 (août 2023).
La mise en forme du texte ne suit pas les recommandations de Wikipédia : il faut le « wikifier ».
Les points d'amélioration suivants sont les cas les plus fréquents. Le détail des points à revoir est peut-être précisé sur la page de discussion.
- Les titres sont pré-formatés par le logiciel. Ils ne sont ni en capitales, ni en gras.
- Le texte ne doit pas être écrit en capitales (les noms de famille non plus), ni en gras, ni en italique, ni en « petit »…
- Le gras n'est utilisé que pour surligner le titre de l'article dans l'introduction, une seule fois.
- L'italique est rarement utilisé : mots en langue étrangère, titres d'œuvres, noms de bateaux, etc.
- Les citations ne sont pas en italique mais en corps de texte normal. Elles sont entourées par des guillemets français : « et ».
- Les listes à puces sont à éviter, des paragraphes rédigés étant largement préférés. Les tableaux sont à réserver à la présentation de données structurées (résultats, etc.).
- Les appels de note de bas de page (petits chiffres en exposant, introduits par l'outil «  Source ») sont à placer entre la fin de phrase et le point final[comme ça].
- Les liens internes (vers d'autres articles de Wikipédia) sont à choisir avec parcimonie. Créez des liens vers des articles approfondissant le sujet. Les termes génériques sans rapport avec le sujet sont à éviter, ainsi que les répétitions de liens vers un même terme.
- Les liens externes sont à placer uniquement dans une section « Liens externes », à la fin de l'article. Ces liens sont à choisir avec parcimonie suivant les règles définies. Si un lien sert de source à l'article, son insertion dans le texte est à faire par les notes de bas de page.
- La présentation des références doit suivre les conventions bibliographiques. Il est recommandé d'utiliser les modèles {{Ouvrage}}, {{Chapitre}}, {{Article}}, {{Lien web}} et/ou {{Bibliographie}}. Le mode d'édition visuel peut mettre en forme automatiquement les références.
- Insérer une infobox (cadre d'informations à droite) n'est pas obligatoire pour parachever la mise en page.

Pour une aide détaillée, merci de consulter Aide:Wikification.
Si vous pensez que ces points ont été résolus, vous pouvez retirer ce bandeau et améliorer la mise en forme d'un autre article.
Sumaya Al-Nasser (en arabe : سمية الناصر), née en 1982, est une coach de vie, écrivaine et femme d'affaires saoudienne.
Elle est tenue pour la première coach de vie féminine certifiée internationalement en Arabie saoudite,,,,,,. Elle est spécialisée dans le développement personnel, ainsi que dans le coaching relationnel et professionnel,.

## Jeunesse et éducation
Alnasser est né à Riyad avec une dysplasie congénitale de la hanche. Elle est diplômée de l'Université islamique Imam Mohammad Ibn Saud, Riyad, Arabie saoudite, en 2011 avec un baccalauréat[réf. nécessaire]et a ensuite obtenu son doctorat. en théologie du même institut en 2014[réf. nécessaire]. Elle a commencé à lire des livres d'auto-assistance à l'âge de 12 ans, après une enfance rendue difficile par de fréquentes visites à l'hôpital et des chirurgies.

## Carrière
Elle a commencé à entraîner en 2003 et a depuis écrit des livres et des articles,. Au fil des ans, elle a formé plus de 200 000 personnes et délivré plus de 12 000 heures de coaching.
Alnasser a fondé Sumaya369[Quoi ?].
En 2018, Alnasser a été choisi par l'organisation mondiale Paix sans frontières pour être le premier ambassadeur saoudien pour la paix. Elle a été choisie par Forbes comme l'une des 100 femmes les plus influentes du Moyen-Orient en 2018,.
La même année, elle a lancé le tout premier CD de méditation guidée en arabe, The Back Door.
Elle est interrogée sur CNN en arabe, sur le fait qu'elle a un doctorat en  théologie islamique et que cependant elle ne porte pas le voile.

## Récompenses et réalisations
- Présentation[Quand ?] du premier CD audio de méditation arabe disponible sur iTunes, Google Play et Amazon[1].
- Animateur de l'émission de radio Pourquoi ? sur Panorama FM[Quand ?].
- A reçu le prix et l'honneur du prix Sayidaty pour l'excellence et la créativité lors de sa quatrième session[Quand ?] sous les auspices du prince Saud bin Nayef bin Abdulaziz, gouverneur de la province de l'Est[14],[15].

## Livres
Sumaya a publié quatre livres :
- 2009 - (Il m'a parlé et a dit) Haddathani Fa Qal
- 2018 - (Comment maîtriser le jeu de la vie) كيف تتقن لعبة الحياة
- 2021 - (Restez positif et faites-le) افعلها – ابق إيجابيا
- 2022 - (Arrête. . Ne vous inquiétez pas) قف . . لاتقلق

## Vie privée
Alnasser réside actuellement[Depuis quand ?] à Los Angeles.